# ネバーランド研究史
『ネバーランド研究史』は、2006年10月12日にアイディアファクトリーから発売されたPlayStation 2用ゲームソフト。

## 概要
本作は、『スペクトラルフォース2』『スペクトラルフォース 愛しき邪悪』『純情で可憐メイマイ騎士団 スペクトラルフォース聖少女外伝』『スペクトラルブレイド』『砂のエンブレイス』の5作品を一つのソフトにまとめて移植したもの。ドウムの報告書という、今までの作品のCGなどを閲覧できるモードが追加されている。